# Wiener Sprossen

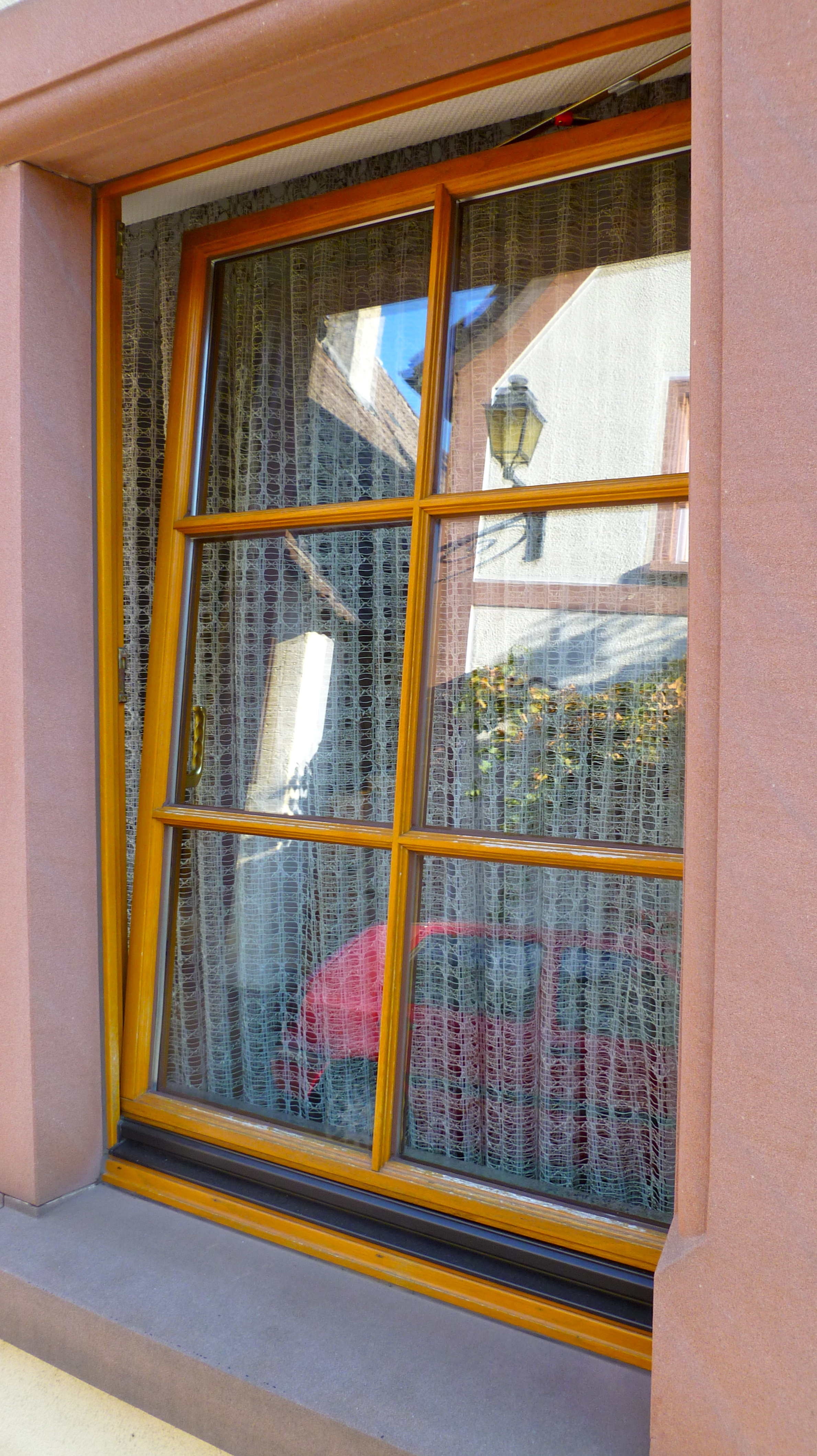

Wiener Sprossen, ook wel aan elkaar geschreven als wienersprossen, is isolerend dubbel glas, waarbij in de ruimte tussen de twee glasbladen, ook wel spouw genoemd, metalen afstandhouders zijn aangebracht, met aan de buiten- en binnenzijde houten of kunststof roeden/glaslatten. Deze worden op het glas geplakt met speciaal dubbelzijdig plakband, dat net zo breed is als de breedte van de Wiener Sprossen en daarna afgekit. Daarmee wordt het uiterlijk van meerdere isolatieruiten in één kozijn bereikt.
Wiener Sprossen zien er op enige afstand uit als traditionele kruisroeden, maar bieden tegelijkertijd een goede warmte-isolatie. Zo kan bij het isoleren van oudere gebouwen het authentieke aanzicht behouden blijven.
Een alternatief voor Wiener Sprossen is het plaatsen van schijnroeden op een stuk glas, dus zonder afstandshouders. In beide gevallen lijkt het alsof men kleine ruitjes ziet, terwijl het glas in werkelijkheid uit één stuk bestaat.